# Nagano
Nagano (japonsko 長野市) je glavno mesto japonske prefekture Nagano, ki leži ob sotočju rek Čikuma in Sai na otoku Honšu.
Leta 2003 je bilo naseljeno s 361.221 prebivalci, gostota prebivalstva pa je bila 893,34 osebe na km². Skupna površina mesta je 404,35 km².
Največja namenitost mesta je budistični tempelj iz 7. stoletja, imenovan Zenkodži. Mesto je bilo v svojih začetkih zaselek okrog tega templja, uradno pa je bilo ustanovljeno 1. aprila leta 1897.
Nagano je gostil zimske olimpijske igre 1998.